# Garaeus punctigerus
Garaeus punctigerus är en fjärilsart som beskrevs av Eugen Wehrli 1926. Garaeus punctigerus ingår i släktet Garaeus och familjen mätare. Inga underarter finns listade i Catalogue of Life.